# نقارات ومرشدات
النقارات والمرشدات (الاسم العلمي: Picides) هي دون رتبة من الطيور تتبع رتيبة الطيور النقارة من رتبة نقاريات الشكل.

## التصنيف
- مرشدات العسل
  - مرشد العسل